# Родослов (ТВ филм из 1983)
„Родослов” је југословенски ТВ филм из 1983. године. Режирао га је Владимир Момчиловић а сценарио је написао Звонимир Костић.

## Улоге
| Глумац         | Улога |
| -------------- | ----- |
| Данило Лазовић |       |